# Französische Frauenfußballmeisterschaft 1979/80
Die französische Frauenfußballmeisterschaft 1979/80 war die sechste Ausspielung dieses Titels nach der offiziellen Anerkennung des Frauenfußballs durch den Fußballverband Frankreichs im Jahr 1970. Die vergleichbaren Wettbewerbe zwischen den Weltkriegen blieben weiterhin inoffiziell, zumal sie von einem reinen Frauensportverband organisiert worden waren.
Die Meisterschaft 1979/80 – eine frankreichweite höchste Liga gab es vor 1992 nicht – wurde in einer Mischung aus Gruppenspiel- und K.o.-Modus ausgetragen; für die Teilnahme an der landesweiten Endrunde mussten sich die Frauschaften zuvor auf regionaler Ebene qualifizieren. Die Vorjahresmeisterinnen der AS Étrœungt qualifizierten sich diesmal nicht einmal für die Hauptrunde; stattdessen gewannen die Frauen von Stade Reims ihren vierten französischen Meistertitel.

## Vorrunde
Zu dieser Spielzeit war der Modus verändert und die eigentliche Endrunde gestrafft worden. Zunächst wurde in sechs Ligen à acht Frauschaften in einer doppelten Punkterunde mit Hin- und Rückspielen jeweils ein Regionalmeister ermittelt. Diese sechs Meister wurden auf zwei Dreiergruppen aufgeteilt, in denen jeder Verein gegen jeden anderen antrat, mit jeweils einem Heim- und einem Auswärtsspiel. Bei Punktgleichheit – es galt die Zwei-Punkte-Regel – gab die bessere Tordifferenz den Ausschlag. Die beiden Gruppenersten qualifizierten sich ohne vorangehende Überkreuzspiele direkt für das Finale, das – anders als bei den vorangegangenen Ausspielungen – wieder in nur einer Begegnung und zudem auf neutralem Platz ausgetragen wurde.
In den verwendeten Quellen sind keine einzelnen Ergebnisse oder Tabellen der sechs regionalen Ligen zu finden, lediglich die Meister werden genannt. Dies waren im Norden der FC Metz, in der Mitte VGA Saint-Maur, im Osten Stade Reims, im Südosten Olympique Marseille, im Südwesten die AS Soyaux und im Westen Stade Quimper.

## Halbfinale

### Gruppe A
|                | St. Qui | VGA StM | AS Soy |
| Stade Quimper  |         | 3:1 a   | :      |
| VGA Saint-Maur | :       |         | 1:5    |
| AS Soyaux      | 2:1     | :       |        |

| Pl. | Verein         | Sp | G | U | V | Tore | Pkte. |
| --- | -------------- | -- | - | - | - | ---- | ----- |
| 1.  | AS Soyaux      | 2  | 2 | 0 | 0 | 7:2  | 4:0   |
| 2.  | Stade Quimper  | 2  | 1 | 0 | 1 | 4:3  | 2:2   |
| 3.  | VGA Saint-Maur | 2  | 0 | 0 | 2 | 2:8  | 0:4   |

### Gruppe B
|                     | Ol. Mar | FC Met | St. Rei |
| Olympique Marseille |         | 3:2    | :       |
| FC Metz             | :       |        | 1:3     |
| Stade Reims         | 2:1     | :      |         |

| Pl. | Verein              | Sp | G | U | V | Tore | Pkte. |
| --- | ------------------- | -- | - | - | - | ---- | ----- |
| 1.  | Stade Reims         | 2  | 2 | 0 | 0 | 5:2  | 4:0   |
| 2.  | Olympique Marseille | 2  | 1 | 0 | 1 | 4:4  | 2:2   |
| 3.  | FC Metz             | 2  | 0 | 0 | 2 | 3:6  | 0:4   |

## Endspiel
Das Finale der Gruppensiegerinnen fand Mitte Juni 1980 in der südlichen Banlieue von Paris statt.
| Stade Reims – AS Soyaux | 2:0 (2:0) |

Aufstellungen
- Reims: Danielle Vatin (46. Marie-Louise Butzig) – Myriame Olejnik, Marie-Agnès Annequin, Renée Delahaye, Rachèle Vilarinho – Pigeon (55. Hurrier), Véronique Roy, Dominique Scharo (66. Dormois) – Armelle Binard, Élisabeth Loisel, Nicole Abar
Trainer: Pierre Geoffroy
- Soyaux: Poirier – Françoise Paulhac, Maurat (72. Moreau), Timard (72. Dupré), Mesnier – Cathérine Mercadier, Florence Rimbault, Bernadette Constantin – Tardat (46. Bourinet), Sylvie Bailly, Martine Chapuzet
Trainer: Gavoille

Tore
1:0 Loisel (2.)

2:0 Abar (38.)
Besonderheiten
Danielle Vatin, eine der beiden Reimser Torfrauen, kam in diesem Endspiel wieder auf ihrer gewohnten Position zum Einsatz, wenn auch nur für eine Halbzeit. Im Rückspiel des Vorjahresfinales hingegen hatte Trainer Geoffroy sie aus Personalnot als Angreiferin aufgeboten. Dafür fehlte diesmal Isabelle Musset, die mit Reims sämtliche Endspiele der vorangegangenen fünf Jahre bestritten hatte, verletzungsbedingt.